# Spatzone

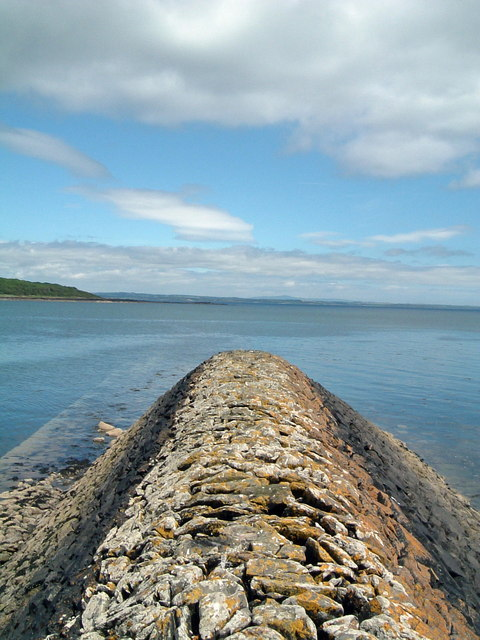
De bovenzijde van golfbrekers worden regelmatig bespat, maar staan zelden onder water. Hier zijn de bovenste keien begroeid met grijze korstmossen (Ramalina spp.) en gele korstmossen (Xanthoria spp.).

De spatzone, ook bekend als supralitorale zone of supratidale zone, is het gebied boven de hoogwaterlijn bij kustlijnen en estuaria. Dit gedeelte komt regelmatig in aanraking met opspattend zeewater, maar wordt zelden door de zee overstroomd. Alleen met hoge getijden tijdens stormen kan het gebied onder water komen te staan. 
De hier levende organismen moeten bestand zijn tegen blootstelling aan lucht, zoet water als gevolg van regenbuien, koude, hitte, landroofdieren en zeevogels. Op de hoogstgelegen punten van dit gebied kunnen donkere korstmossen groeien op rotsen, terwijl in het laagste deel van de spatzone alikruiken, slakken uit de familie Neritidae en zich met detritus voedende pissebedden voorkomen.  